# Pożar zapałczarni 16 czerwca 1913 roku
Pożar zapałczarni 16 czerwca 1913 roku – film niemy autorstwa braci Antoniego i Władysława Krzemińskich nakręcony w 1913 roku, będący jednym z najstarszych zachowanych polskich filmów dokumentalnych.

## Opis
16 czerwca 1913 roku w Fabryce Zapałek w Częstochowie doszło do pożaru. Bracia Krzemińscy sfilmowali walczących z ogniem strażaków.